# Матос, Андреу
Андреу Матос Муньос (кат. Andreu Matos Muñoz; 1 декабря 1995) — андоррский футболист, нападающий клуба «Эсперанса». Выступал за юношескую сборную Андорры до 19 лет, молодёжную сборную до 21 года и национальную сборную Андорры.

## Биография

### Клубная карьера
В 2012 году начал карьеру игрока в клубе «Андорра», который выступал в низших дивизионах Испании. В 2013 году перешёл в «Санта-Колому» из чемпионата Андорры. В сезоне 2014/15 являлся игроком «Интера» из Эскальдеса. В этом сезоне «Интер» впервые в своей истории покинул высший дивизион Андорры и вылетел во второй дивизион. Летом 2015 года вернулся в «Санта-Колому». В матче за Суперкубок Андорры 2015 Андреу остался на скамейке запасных, а его команда добыла победу над «Сан-Жулией» в серии пенальти. Зимой 2016 года перешёл в «Энгордань». В составе команды забил семь голов в Примера Дивизио. Также «Энгордань» впервые в своей клуба дошла до финала Кубка Андорры, где уступила «Унио Эспортива Санта-Колома» со счётом (0:3).
Летом 2016 года вновь вернулся в «Санта-Колому». В сентябре 2016 года сыграл матче за Суперкубок Андорры, тогда «Унио Эспортива Санта-Колома» обыграла «Санта-Колому» с минимальным счётом (0:1).

### Карьера в сборной
В 2011 году вызывался в юношескую сборную Андорры до 17 лет. Выступал за юношескую сборную Андорры до 19 лет и провёл с 2012 года по 2013 год в её составе пять матчей. В составе молодёжной сборной Андорры сыграл во всех десяти играх сборной в рамках отборочного турнира на чемпионат Европы 2017 года среди молодёжных команд. В марте 2015 года в товарищеской игре против «Льейды» Матос отметился забитым голом. Матос принял участие во встрече 16 июня 2015 года в рамках квалификации на чемпионате Европы в 2017 против Литвы (1:0). Этот матч закончился первой в истории сборной Андорры до 21 года победой.
Впервые в национальную сборную Андорры был вызван в мае 2016 года главным тренером Кольдо на товарищеские матчи против Азербайджана и Эстонии. Матос принял участие в игре против Азербайджана, 26 мая 2016 года, выйдя на замену на 65 минуте вместо Аарона Санчеса. Встреча завершилась нулевой ничьей и стала первым для сборной игрой, когда она не проигрывала за более чем двухлетний период. 1 июня 2016 года он начал игру против Эстонии в основном составе, однако на 64 минуте был заменён на Мойзеса Сан-Николаса.

## Достижения
«Санта-Колома»
- Чемпион Андорры (1): 2016/17
- Обладатель Суперкубка Андорры (1): 2015

«Энгордань»
- Финалист Кубка Андорры (1): 2015/16